# Hernán Torres Oliveros
Hernán Torres Oliveros (Ibagué, Tolima, Colombia; 31 de mayo de 1961) es un exfutbolista colombiano y entrenador de fútbol. Actualmente sin club.

## Como jugador
Su carrera como jugador profesional comenzó en 1979 como cuarto arquero del Deportes Tolima siendo dirigido por el paraguayo César López Fretes, hasta el segundo semestre de la temporada 1981 logró ser suplente bajo las órdenes de José Ricardo De León, más adelante logra debutar con el entrenador Pedro Nel Ospina en un partido del Cuadrangular final contra Atlético Nacional por una lesión del argentino Óscar Héctor Quintabani, durante ocho temporadas también disputo la posición con Valentín Vargas, Roque Fontavol, Luis Oviedo, Freddy Clavijo y Antonio Mercuri. En la Primera División de Colombia con el equipo pijao disputó 113 partidos.
En 1988 por petición del entrenador Eduardo Julián Retat ficha con el Deportes Quindío. Para el Campeonato colombiano 1989 juega el primer semestre con el Deportivo Pereira.
Posteriormente, en el segundo semestre de 1989 llega al Atlético Nacional donde compartía la posición con René Higuita, Miguel Nuñez y José Fernando Castañeda. Aconsejado por el entrenador Bolillo Gómez y previo a que el equipo verdolaga fuera a disputar en Japón con el AC Milán la Copa Intercontinental, Hernán ficha en el Independiente Medellín que tenía a sus dos arqueros lesionados.
En el Independiente Medellín disputa 73 partidos, para 1993 llega a Millonarios por petición de la entrenador Miguel Augusto Prince pero tan solo disputa 3 partidos ya que el titular fue Eddy Villarraga. En busca de sumar más minutos ficha en la Categoría Primera B con Lanceros Boyacá en 1994 por petición del entrenador Luis Montejo, el primer semestre de 1995 juega con el Bello FC bajo las ordenes de Juan Betancourt. Para el segundo semestre de 1995 debido a una lesión de Juan Carlos Henao el entrenador Orlando Restrepo lo lleva al Once Caldas donde permanece hasta 1997, siendo recordado por atajarle 2 penaltis a Hugo Arrieta en un mismo partido. Su último equipo fue el Cooperamos Tolima en las temporadas 1997 y 1998.

## En la dirección técnica

### Asistente técnico
Su primer experiencia como asistente técnico fue en el año 2000 con el Deportes Tolima por invitación de Néstor Otero y luego de Miguel Augusto Prince. En el segundo semestre de 2001 llegó al Deportivo Cali, donde permaneció tres años asistiendo al director técnico a Otero, Pecoso Castro y Óscar Héctor Quintabani. Estuvo a cargo de la preparación de arqueros como Rafael Dudamel, Darío Sala, Breiner Castillo entre otros.
Poco después, decidiría asistir a Iván Arroyo en el Atlético Huila en donde logran salvar como interinos al equipo del descenso. Posteriormente entre julio de 2004 y finales de 2006, acompañaría nuevamente al entrenador Prince, durante sus pasos por Deportivo Pasto, Deportes Tolima y Millonarios. Su última etapa como preparador de arqueros fue asistiendo a Jaime de La Pava entre enero y abril de 2007 en el Deportes Tolima, cuando esté renunció a su cargo tras perder en condición de visitante con Cerro Porteño en la Copa Libertadores.

### Entrenador

#### Deportes Tolima
Tras una experiencia de siete años como asistente técnico y ante la salida de Jaime de la Pava en el Deportes Tolima, el dueño del equipo Gabriel "el senador" Camargo, lo nombraría como técnico interino en abril de 2007, para lo que restaba del torneo apertura. Tras unas presentaciones notables se le dio la confianza de dirigir en propiedad en el torneo finalización. Con el balance total del año firma un contrato de cuatro años. Sin embargo, fue despedido y estuvo por fuera del equipo entre marzo y abril de 2008 cuando es remplazado por Jorge Luis Bernal,  luego de que Bernal fuera goleado históricamente por un marcador de 7-2 frente al Boyacá Chicó, Camargo lo contrata nuevamente. Los últimos seis partidos del Torneo Apertura los dirige desde la raya técnica su asistente de aquel momento Carlos Gregorio Pimiento, ya que por reglamentación de la Dimayor el ya no podía hacerlo.
Entre los torneos Finalización 2008 y Finalización 2011 se consolida como entrenador. Dirigiendo destacadamente al club, algunos de sus dirigidos llegan a ser convocados a la Selección Colombia y otros toman rumbo a clubes del extranjero.
En estas primeras dos etapas bajo la dirección técnica del "Vinotinto y Oro", Torres alcanzó un subcampeonato de Primera División. Además, logró varias semifinales y se ganó un gran reconocimiento tanto a nivel nacional como internacional. El 27 de noviembre de 2011 renuncia a la dirección técnica del Deportes Tolima, a pesar de tener un año más de contrato vigente.

#### Águilas Doradas
El 4 de enero de 2012 llega a un acuerdo con José Fernando Salazar para dirigir a su equipo, Águilas Doradas (en aquel entonces llamado Itagui Ditaires). Durante el Torneo Apertura logra clasificar a los cuadrangulares semifinales, en el grupo se enfrentó con Independiente Santa Fe, La Equidad y Boyacá Chicó, terminando en el último lugar y en medio de una polémica que ya lo vinculaba como nuevo entrenador de Millonarios sin haber terminado el campeonato.

#### Millonarios Fútbol Club
Siendo esta su tercera etapa con el equipo embajador Torres fue presentado junto con su asistente técnico, Darío 'Chusco' Sierra, el 9 de julio de 2012 comenzando la pretemporada con algunos altibajos como lo fue el caer goleado por un marcador de 8-0 frente al Real Madrid en el Trofeo Santiago Bernabéu.
En menos de seis meses logra ganar la final del Torneo Finalización 2012 contra el Independiente Medellín cortando una sequía de 24 años sin títulos ligueros para el equipo azul y recuperando en solitario el rótulo de "el más veces campeón". Además, logró hacer una gran presentación en la Copa Sudamericana 2012 siendo semifinalista frente al cuadro argentino de CA Tigre, quedando sin chances de pasar a la final tan solo por el ítem de gol visitante.

"Hay que reconocer el planteamiento del Bolillo pero gracias Dios y a la jerarquía del equipo pudimos hacer el sueño realidad. Es el día más feliz de mi vida porque logré eso por lo que uno siempre lucha. Lo que no pude hacer antes como jugador y como técnico lo hice hoy gracias a la capacidad del grupo.«...» Indiscutiblemente uno sabe que los penales son una lotería que podía ser para cualquiera de los dos. Sabíamos que Castellanos tenía más experiencia, pero Delgado sacó su talento y se volvió importante".
Declaración de Hernán Torres Oliveros, entrenador de Millonarios tras quedar campeón en 2012-II.

Al siguiente año es subcampeón de la Superliga de Colombia contra Santa Fe, también pierde la final de la Copa Colombia frente a Atlético Nacional. Internacionalmente en la Copa Libertadores realizó una campaña muy deficiente quedando eliminado en fase de grupos. En el rentado local tanto en el Torneo Apertura como en el Torneo Finalización no logra superar los cuadrangulares semifinales, por esa razón los nuevos dueños del equipo (Amber Capital) deciden el día 3 de diciembre destituirlo por el español JuanMa Lillo.

#### Independiente Medellín
En Independiente Medellín llegó en el primer semestre de 2014, donde en sus pocos partidos le iría muy mal. No obstante en el segundo semestre del mismo año llevó a su equipo a la final la cual perdería con un global de 3-2 ante Independiente Santa Fe.

#### Liga Deportiva Alajuelense
El 12 de junio de 2015 llega junto con su asistente técnico Darío "El Chusco" Sierra a dirigir a Liga Deportiva Alajuelense de Costa Rica. En donde sigue repitiendo la historia de los equipos que dirigió en Colombia siempre siendo protagonista estando en el primer o segundo lugar en la tabla de posiciones. 
Disputadas las 22 fechas del Torneo Invierno 2015 (Costa Rica) estuvo como líder durante 15 fechas. Clasificó con 45 puntos a las semifinales donde su equipo enfrentó al Limón FC ganándole por un marcador global de 3-0, avanzando a la final donde enfrentara al Deportivo Saprissa.
En la final ante el Deportivo Saprissa perdió los dos partidos por un marcador global de 4-1. El timonel salió de la dirección técnica del equipo el 28 de diciembre por despido. Siendo esta su primera experiencia internacional logra por quinta vez un subcampeonato.

#### América de Cali
El 29 de abril de 2016 llega a un acuerdo con Tulio Gómez máximo accionista del América de Cali, para dirigir al equipo escarlata, sabiendo que el principal objetivo era ascender al equipo escarlata a la Categoría Primera A  jugaban entonces su quinto año consecutivo en el torneo de la Categoría Primera B.
Bajo sus órdenes el equipo mejoró notablemente, logrando 16 fechas invicto en el segundo semestre del año, clasificando como cabeza de grupo a los cuadrangulares finales. El 27 de noviembre de 2016 alcanza su objetivo y logra ascender a la primera categoría ganando en un sufrido partido 2-1 al Deportes Quindío. Torres conseguía así el objetivo para el que fue contratado, regresando al equipo histórico a la Categoría Primera A.
Para el siguiente año Torres continuó al frente de los diablos rojos, con algunos altibajos ya máxima categoría en el Torneo Apertura, más  adelante el 2 de septiembre de 2017 en la fecha 11 de la Torneo Finalización pierde en el partido 2-1 ante Envigado F.C renunciado al cargo.

#### Águilas Doradas
El 13 de diciembre de 2017 llega a un acuerdo nuevamente con José Fernando Salazar para dirigir al equipo de dorado ahora con localía en la ciudad de Rionegro. En esta etapa de Torres al mando del equipo antioqueño, no fue trascendente y decide aceptar una oferta del fútbol internacional.

#### FBC Melgar
El 24 de mayo de 2018 es anunciado como entrenador del equipo peruano, dirigiendo desde la primera fecha del Torneo Apertura con resultados aceptables.
El 25 de noviembre del 2018 se consagra campeón del Torneo Clausura.
Culminando el año cae en la semifinal del Campeonato Descentralizado en la tanda de penaltis por un marcador de 0:2 frente a Alianza Lima.

#### Liga Deportiva Alajuelense
El día 30 de enero de 2019 se confirma como nuevo entrenador del club, siendo esta su segunda etapa. 
Toma las riendas del equipo en zona de descenso, dirigió su primer partido en la fecha 8 de la primera vuelta con derrota 1-0 el día 6 de febrero ante el Municipal Grecia.
Renuncia a su cargo en la última fecha del torneo, luego de terminar la temporada eliminado a un solo punto de clasificar a las semifinales del campeonato.

#### Atlético Bucaramanga
Torres renuncia al cargo tras 11 partidos dirigidos en el Torneo Finalización 2019 con un rendimiento de tan solo el 39.39% y siendo el único club en el que no llegó a disputar ningún título.

#### Deportes Tolima
En diciembre del 2019 se confirmó como entrenador del vinotinto y oro para las siguientes tres temporadas en donde se consolidó nuevamente con varios resultados notables.
Comenzó logrando subcampeonato de la Copa Colombia 2020 perdiendo la final por penales frente al Independiente Medellín.
Después fue el campeón del Torneo Apertura 2021 derrotando en la final por un global 3:2 a Millonarios habiendo remontando el marcador en apenas diez minutos en el ocaso del partido de vuelta con una destacada actuación del delantero Juan Fernando Caicedo.
Para el siguiente campeonato es subcampeón del Torneo Finalización 2021 perdiendo la final contra el Deportivo Cali en un global 3:2.
Comienza el 2022 logrando ganar la Superliga de Colombia 2022 en un enfrentamiento a frente al Deportivo Cali al que le ganó 2:1.
Fue subcampeón del Torneo Apertura 2022 perdiendo la final contra el Atlético Nacional con un marcador global de 4:3 con un gol encontra al minuto 90+1' de Jarlan Barrera, esto sumado a una polémica del jugador Daniel Cataño que erro un penal frente al golero verdolaga Kevin Mier y en la misma acción salió expulsado perjudicando el rendimiento del equipo.
El 24 de abril del 2023 en común acuerdo con el club terminó su vínculo laboral habiendo conseguido ganar una Liga y una Superliga.

#### Club Sport Emelec
El 8 de junio de 2023 se confirmó la vinculación como entrenador del Club Sport Emelec de la Serie A de Ecuador con contrato por un año. Su cuerpo técnico estará integrado por: Diego Restrepo (asistente técnico), Jairo Sarta (preparador de arqueros) y Christian García (analista de video).

## Selección Colombia
Torres estuvo como arquero suplente con la selección colombiana (sub-23) en el Torneo Esperanzas de Toulon de Francia, convocado por el entrenador Eduardo Julián Retat.
También estuvo convocado en la Selección Colombia en los Juegos Odesur del año 1986 por el entrenador Jorge Luis Bernal, aunque no llegó a sumar minutos.

### Participaciones con la Selección Colombia
| Torneo                           | Sede           | Resultado      |
| -------------------------------- | -------------- | -------------- |
| Sudamericano Sub-20 de 1981      | Ecuador        | Fase de grupos |
| Torneo Esperanzas de Toulon 1981 | Francia        | Sexto lugar    |
| Juegos Odesur 1986               | Chile          | Subcampeón     |
| Juegos Panamericanos de 1987     | Estados Unidos | Fase de grupos |

## Clubes

### Como jugador
| País                   | Club                   | Año                    | PJ   |
| ---------------------- | ---------------------- | ---------------------- | ---- |
| Colombia               | Deportes Tolima        | 1979-1987              | 113  |
| Colombia               | Deportes Quindio       | 1988                   | ?    |
| Colombia               | Deportivo Pereira      | 1989                   | ?    |
| Colombia               | Atlético Nacional      | 1989                   | 0    |
| Colombia               | Independiente Medellín | 1990-1992              | 76   |
| Colombia               | Millonarios            | 1993                   | 3    |
| Colombia               | Lanceros Boyacá        | 1994                   | ?    |
| Colombia               | Bello F.C              | 1995                   | ?    |
| Colombia               | Once Caldas            | 1995-1997              | 21   |
| Colombia               | Cooperamos Tolima      | 1997-1998              | ?    |
| Total partidos jugados | Total partidos jugados | Total partidos jugados | +213 |

### Como asistente técnico (preparador de arqueros)
| Equipo                     | AT de:           | Periodo                 | Periodo                |
| Equipo                     | AT de:           | Desde                   | Hasta                  |
| -------------------------- | ---------------- | ----------------------- | ---------------------- |
| Deportes Tolima · Colombia | Néstor Otero     | 12 de febrero de 2000   | 4 de enero de 2001     |
| Deportes Tolima · Colombia | Miguel Prince    | 5 de enero de 2001      | 1 de julio de 2001     |
| Deportivo Cali · Colombia  | Néstor Otero     | 5 de agosto de 2001     | 8 de junio de 2003     |
| Deportivo Cali · Colombia  | Fernando Castro  | 5 de agosto de 2001     | 8 de junio de 2003     |
| Deportivo Cali · Colombia  | Oscar Quintabani | 5 de agosto de 2001     | 8 de junio de 2003     |
| Atlético Huila · Colombia  | Iván Arroyo      | 16 de junio de 2003     | 9 de noviembre de 2003 |
| Deportivo Pasto · Colombia | Miguel Prince    | 7 de febrero de 2004    | 27 de junio de 2004    |
| Deportes Tolima · Colombia | Miguel Prince    | 30 de junio de 2004     | 6 de noviembre de 2005 |
| Millonarios · Colombia     | Miguel Prince    | 30 de noviembre de 2005 | 21 de agosto de 2006   |
| Deportes Tolima · Colombia | Jaime de La Pava | 4 de enero de 2007      | 10 de abril de 2007    |

### Como entrenador
| Club                              | Periodo                 | Periodo                  | Ref           |
| Club                              | Desde                   | Hasta                    | Ref           |
| --------------------------------- | ----------------------- | ------------------------ | ------------- |
| Deportes Tolima · Colombia        | 11 de abril de 2007     | 3 de marzo de 2008       | [ 16 ]        |
| Deportes Tolima · Colombia        | 7 de abril de 2008      | 28 de noviembre de 2011  | [ 17 ] [ 18 ] |
| Águilas Doradas · Colombia        | 4 de enero de 2012      | 8 de julio de 2012       | [ 19 ] [ 20 ] |
| Millonarios · Colombia            | 9 de julio de 2012      | 3 de diciembre de 2013   | [ 21 ] [ 22 ] |
| Independiente Medellín · Colombia | 22 de febrero de 2014   | 4 de mayo de 2015        | [ 23 ] [ 24 ] |
| Alajuelense · Costa Rica          | 5 de junio de 2015      | 29 de diciembre de 2015  | [ 25 ] [ 26 ] |
| América de Cali · Colombia        | 4 de mayo de 2016       | 2 de septiembre de 2017  | [ 27 ] [ 28 ] |
| Águilas Doradas · Colombia        | 13 de diciembre de 2017 | 17 de mayo de 2018       | [ 29 ] [ 30 ] |
| FBC Melgar · Perú                 | 24 de mayo de 2018      | 7 de noviembre de 2018   | [ 31 ] [ 32 ] |
| Alajuelense · Costa Rica          | 29 de enero de 2019     | 3 de mayo de 2019        | [ 33 ] [ 34 ] |
| Atlético Bucaramanga · Colombia   | 9 de mayo de 2019       | 8 de septiembre de 2019  | [ 35 ] [ 36 ] |
| Deportes Tolima · Colombia        | 6 de diciembre de 2019  | 24 de abril de 2023      | [ 37 ] [ 38 ] |
| Emelec · Ecuador                  | 8 de junio de 2023      | 1 de junio de 2024       | [ 39 ] [ 40 ] |
| Deportivo Cali · Colombia         | 8 de junio de 2024      | 19 de septiembre de 2024 | [ 41 ] [ 42 ] |

## Estadísticas como entrenador
| Equipo                            | Div.                | Temporada           | Liga | Liga | Liga | Liga |     | Copa | Copa | Copa | Copa |    | Internacional | Internacional | Internacional | Internacional |   | Otros | Otros | Otros | Otros |     | Totales     | Totales | Totales | Totales | Totales | Totales | Totales | Totales |
| Equipo                            | Div.                | Temporada           | PD   | G    | E    | P    | PD  | G    | E    | P    | PD   | G  | E             | P             | PD            | G             | E | P     | PD    | G     | E     | P   | Rendimiento | GF      | GC      | Dif.    |         |         |         |         |
| --------------------------------- | ------------------- | ------------------- | ---- | ---- | ---- | ---- | --- | ---- | ---- | ---- | ---- | -- | ------------- | ------------- | ------------- | ------------- | - | ----- | ----- | ----- | ----- | --- | ----------- | ------- | ------- | ------- | ------- | ------- | ------- | ------- |
| Deportes Tolima · Colombia        | 1ª                  | 2007                | 31   | 14   | 6    | 11   | -   | -    | -    | -    | 1    | 0  | 0             | 1             | -             | -             | - | -     | 32    | 14    | 6     | 12  | 50%         | 49      | 38      | +11     |         |         |         |         |
| Deportes Tolima · Colombia        | 1ª                  | 2008                | 37   | 16   | 7    | 14   | 8   | 5    | 2    | 1    | -    | -  | -             | -             | -             | -             | - | -     | 45    | 21    | 9     | 15  | 53.34%      | 62      | 58      | +4      |         |         |         |         |
| Deportes Tolima · Colombia        | 1ª                  | 2009                | 48   | 21   | 11   | 16   | 10  | 1    | 2    | 7    | -    | -  | -             | -             | -             | -             | - | -     | 58    | 22    | 13    | 23  | 45.4%       | 64      | 66      | -2      |         |         |         |         |
| Deportes Tolima · Colombia        | 1ª                  | 2010                | 46   | 25   | 11   | 10   | 12  | 5    | 5    | 2    | 6    | 2  | 2             | 2             | -             | -             | - | -     | 64    | 32    | 18    | 14  | 59.38%      | 111     | 68      | +43     |         |         |         |         |
| Deportes Tolima · Colombia        | 1ª                  | 2011                | 40   | 18   | 9    | 13   | 14  | 8    | 0    | 6    | 8    | 3  | 3             | 2             | -             | -             | - | -     | 62    | 29    | 12    | 21  | 53.22%      | 85      | 70      | +15     |         |         |         |         |
| Águilas Doradas · Colombia        | 1ª                  | A-2012              | 24   | 9    | 6    | 9    | 10  | 4    | 4    | 2    | -    | -  | -             | -             | -             | -             | - | -     | 34    | 13    | 10    | 11  | 48.04%      | 44      | 38      | +6      |         |         |         |         |
| Millonarios · Colombia            | 1ª                  | F-2012              | 26   | 14   | 7    | 5    | -   | -    | -    | -    | 10   | 4  | 4             | 2             | -             | -             | - | -     | 36    | 18    | 11    | 7   | 60.19%      | 50      | 25      | +25     |         |         |         |         |
| Millonarios · Colombia            | 1ª                  | 2013                | 48   | 21   | 12   | 15   | 18  | 8    | 6    | 4    | 6    | 1  | 0             | 5             | 2             | 0             | 0 | 2     | 74    | 30    | 18    | 26  | 48.65%      | 111     | 89      | +22     |         |         |         |         |
| Millonarios · Colombia            | Total               | Total               | 74   | 35   | 19   | 20   | 18  | 8    | 6    | 4    | 16   | 5  | 4             | 7             | 2             | 0             | 0 | 2     | 110   | 48    | 29    | 33  | 52.43%      | 161     | 114     | +47     |         |         |         |         |
| Independiente Medellín · Colombia | 1ª                  | 2014                | 38   | 16   | 9    | 13   | 12  | 6    | 3    | 3    | -    | -  | -             | -             | -             | -             | - | -     | 50    | 22    | 12    | 16  | 52%         | 78      | 67      | +11     |         |         |         |         |
| Independiente Medellín · Colombia | 1ª                  | A-2015              | 18   | 10   | 5    | 3    | 5   | 1    | 3    | 1    | -    | -  | -             | -             | -             | -             | - | -     | 23    | 11    | 8     | 4   | 59.42%      | 35      | 21      | +14     |         |         |         |         |
| Independiente Medellín · Colombia | Total               | Total               | 56   | 26   | 14   | 16   | 17  | 7    | 6    | 4    | -    | -  | -             | -             | -             | -             | - | -     | 73    | 33    | 20    | 20  | 54.34%      | 113     | 88      | +25     |         |         |         |         |
| Alajuelense · Costa Rica          | 1ª                  | I-2015              | 26   | 14   | 7    | 5    | 6   | 3    | 0    | 3    | -    | -  | -             | -             | -             | -             | - | -     | 32    | 17    | 7     | 8   | 62.82%      | 62      | 37      | +25     |         |         |         |         |
| América de Cali · Colombia        | 2ª                  | 2016                | 27   | 15   | 8    | 4    | 8   | 5    | 2    | 1    | -    | -  | -             | -             | -             | -             | - | -     | 35    | 20    | 10    | 5   | 66.66%      | 61      | 30      | +31     |         |         |         |         |
| América de Cali · Colombia        | 1ª                  | 2017                | 35   | 12   | 10   | 13   | 10  | 4    | 4    | 2    | -    | -  | -             | -             | -             | -             | - | -     | 45    | 16    | 14    | 15  | 45.93%      | 49      | 44      | +5      |         |         |         |         |
| América de Cali · Colombia        | Total               | Total               | 62   | 27   | 18   | 17   | 18  | 9    | 6    | 3    | -    | -  | -             | -             | -             | -             | - | -     | 80    | 36    | 24    | 20  | 50.83%      | 110     | 74      | +36     |         |         |         |         |
| Águilas Doradas · Colombia        | 1ª                  | A-2018              | 19   | 6    | 7    | 6    | 2   | 0    | 1    | 1    | -    | -  | -             | -             | -             | -             | - | -     | 21    | 6     | 8     | 7   | 41.27%      | 18      | 23      | -5      |         |         |         |         |
| Águilas Doradas · Colombia        | Total               | Total               | 43   | 15   | 13   | 15   | 12  | 4    | 5    | 3    | -    | -  | -             | -             | -             | -             | - | -     | 55    | 19    | 18    | 18  | 45.46%      | 62      | 61      | +1      |         |         |         |         |
| Melgar · Perú                     | 1ª                  | A-2018              | 15   | 6    | 6    | 3    | -   | -    | -    | -    | -    | -  | -             | -             | -             | -             | - | -     | 15    | 6     | 6     | 3   | 53.33%      | 23      | 20      | +3      |         |         |         |         |
| Melgar · Perú                     | 1ª                  | C-2018              | 15   | 9    | 3    | 3    | -   | -    | -    | -    | -    | -  | -             | -             | 2             | 0             | 2 | 0     | 17    | 9     | 5     | 3   | 62.74%      | 26      | 18      | +8      |         |         |         |         |
| Melgar · Perú                     | Total               | Total               | 30   | 15   | 9    | 6    | -   | -    | -    | -    | -    | -  | -             | -             | 2             | 0             | 2 | 0     | 32    | 15    | 11    | 6   | 58.34%      | 49      | 38      | +11     |         |         |         |         |
| Alajuelense · Costa Rica          | 1ª                  | C-2019              | 17   | 7    | 6    | 4    | -   | -    | -    | -    | -    | -  | -             | -             | -             | -             | - | -     | 17    | 7     | 6     | 4   | 52.94%      | 25      | 19      | +6      |         |         |         |         |
| Alajuelense · Costa Rica          | Total               | Total               | 43   | 21   | 13   | 9    | 6   | 3    | 0    | 3    | -    | -  | -             | -             | -             | -             | - | -     | 49    | 24    | 13    | 9   | 57.82%      | 87      | 56      | +31     |         |         |         |         |
| Atlético Bucaramanga · Colombia   | 1ª                  | F-2019              | 10   | 2    | 4    | 4    | 2   | 0    | 0    | 2    | -    | -  | -             | -             | -             | -             | - | -     | 12    | 2     | 4     | 6   | 27.78%      | 7       | 12      | +5      |         |         |         |         |
| Atlético Bucaramanga · Colombia   | Total               | Total               | 10   | 2    | 4    | 4    | 2   | 0    | 0    | 2    | -    | -  | -             | -             | -             | -             | - | -     | 12    | 2     | 4     | 6   | 27.78%      | 7       | 12      | -5      |         |         |         |         |
| Deportes Tolima · Colombia        | 1ª                  | 2020                | 22   | 10   | 7    | 5    | 1   | 1    | 0    | 0    | 6    | 2  | 3             | 1             | -             | -             | - | -     | 29    | 13    | 10    | 6   | 56.32%      | 36      | 20      | +16     |         |         |         |         |
| Deportes Tolima · Colombia        | 1ª                  | 2021                | 52   | 23   | 21   | 8    | 6   | 2    | 4    | 0    | 8    | 1  | 4             | 3             | -             | -             | - | -     | 66    | 26    | 29    | 11  | 53.18%      | 80      | 50      | +30     |         |         |         |         |
| Deportes Tolima · Colombia        | 1ª                  | 2022                | 48   | 23   | 13   | 12   | 4   | 2    | 1    | 1    | 8    | 3  | 2             | 3             | 2             | 1             | 1 | 0     | 62    | 29    | 17    | 16  | 55.91%      | 81      | 66      | +15     |         |         |         |         |
| Deportes Tolima · Colombia        | 1ª                  | A-2023              | 15   | 4    | 6    | 5    | -   | -    | -    | -    | 3    | 2  | 0             | 1             | -             | -             | - | -     | 18    | 6     | 6     | 6   | 44.44%      | 21      | 21      | +0      |         |         |         |         |
| Deportes Tolima · Colombia        | Total               | Total               | 339  | 154  | 91   | 94   | 55  | 24   | 14   | 17   | 40   | 13 | 14            | 13            | 2             | 1             | 1 | 0     | 436   | 192   | 120   | 124 | 53.21%      | 599     | 462     | +137    |         |         |         |         |
| Emelec · Ecuador                  | 1ª                  | 2023                | 17   | 5    | 8    | 4    | -   | -    | -    | -    | 5    | 2  | 1             | 2             | -             | -             | - | -     | 22    | 7     | 9     | 6   | 45.46%      | 20      | 15      | +5      |         |         |         |         |
| Emelec · Ecuador                  | 1ª                  | 2024                | 15   | 6    | 7    | 2    | -   | -    | -    | -    | -    | -  | -             | -             | -             | -             | - | -     | 15    | 6     | 7     | 2   | 55.56%      | 17      | 12      | +5      |         |         |         |         |
| Emelec · Ecuador                  | Total               | Total               | 32   | 11   | 15   | 6    | -   | -    | -    | -    | 5    | 2  | 1             | 2             | -             | -             | - | -     | 37    | 13    | 16    | 8   | 49.55%      | 37      | 27      | +10     |         |         |         |         |
| Deportivo Cali · Colombia         | 1ª                  | F-2024              | 9    | 2    | 1    | 6    | 1   | 0    | 0    | 1    | -    | -  | -             | -             | -             | -             | - | -     | 10    | 2     | 1     | 7   | 23.33%      | 7       | 16      | -9      |         |         |         |         |
| Deportivo Cali · Colombia         | Total               | Total               | 9    | 2    | 1    | 6    | 1   | 0    | 0    | 1    | -    | -  | -             | -             | -             | -             | - | -     | 10    | 2     | 1     | 7   | 23.33%      | 7       | 16      | -9      |         |         |         |         |
| Total en su carrera               | Total en su carrera | Total en su carrera | 703  | 309  | 199  | 195  | 131 | 55   | 37   | 39   | 61   | 20 | 19            | 22            | 6             | 1             | 3 | 2     | 901   | 385   | 258   | 258 | 52.27%      | 1232    | 948     | +284    |         |         |         |         |
| 1. 2. 3.                          |                     |                     |      |      |      |      |     |      |      |      |      |    |               |               |               |               |   |       |       |       |       |     |             |         |         |         |         |         |         |         |

### Resumen por competencias
| Torneo                         | PJ  | PG  | PE  | PP  | Rendimiento | Mejor Resultado  |
| ------------------------------ | --- | --- | --- | --- | ----------- | ---------------- |
| Segunda División de Colombia   | 27  | 15  | 8   | 4   | 65.44%      | Campeón          |
| Primera División de Colombia   | 571 | 247 | 152 | 172 | 52.13%      | Campeón          |
| Primera División de Costa Rica | 43  | 21  | 13  | 9   | 58.92%      | Subcampeón       |
| Primera División del Perú      | 32  | 15  | 11  | 6   | 58.34%      | Campeón          |
| Primera División de Ecuador    | 32  | 11  | 15  | 6   | 50.01%      | 5.º Lugar        |
| Copa Colombia                  | 125 | 52  | 37  | 36  | 51.47%      | Subcampeón       |
| Torneo de Copa de Costa Rica   | 6   | 3   | 0   | 3   | 50%         | Semifinales      |
| Superliga de Colombia          | 4   | 1   | 1   | 2   | 33.33%      | Campeón          |
| Copa Libertadores              | 27  | 9   | 6   | 12  | 40.74%      | Octavos de final |
| Copa Sudamericana              | 34  | 11  | 13  | 10  | 45.1%       | Semifinales      |
| Consolidado total              | 901 | 385 | 258 | 258 | 52.27%      | Cinco títulos    |

## Palmarés

### Títulos nacionales
| Campeón               | Club            | País     | Temporada | Rival          |
| --------------------- | --------------- | -------- | --------- | -------------- |
| Categoría Primera A   | Millonarios     | Colombia | 2012      | Ind. Medellín  |
| Segunda División      | América de Cali | Colombia | 2016      | Tigres F.C.    |
| Torneo Clausura       | F. B. C. Melgar | Perú     | 2018      | Alianza Lima   |
| Categoría Primera A   | Deportes Tolima | Colombia | 2021      | Millonarios    |
| Superliga de Colombia | Deportes Tolima | Colombia | 2022      | Deportivo Cali |

## Legado deportivo
Hernán, es primo del exfutbolista y entrenador Freddy "Chito" Torres  quien jugó como arquero en 234 partidos (198 en la "A" y 36 en la "B") al servicio del Deportes Tolima. En 2023 dirigió al Deportes Tolima Femenino.
Además, Hernán es tío de Juan Felipe Torres quien ha jugado a nivel profesional entre 2011-2020 para Águilas Doradas, Millonarios, Fortaleza CEIF, Patriotas Boyacá, Barranquilla FC y Atlético Bucaramanga.